# Sonate pour piano no 19 de Mozart
La Sonate pour piano en fa majeur, K. 547a (Anh. 135), est une sonate attribuée durant longtemps à Wolfgang Amadeus Mozart. Elle a été publiée comme une sonate originale par Breitkopf & Härtel en 1799, mais on a rapidement découvert qu'en réalité, c'était un assemblage de mouvements sélectionnés à partir d'autres compositions.

## Structure
La sonate se compose de deux mouvements:
1. Allegro (transcription pour piano seul du second mouvement de la Sonate pour piano et violon K. 547, KV 547)
2. Rondo (transposition du dernier mouvement de la Sonate pour piano no 16 de do majeur en fa majeur)

Les Six variations en fa majeur sur l'Andante, KV 54/KV 547b sont parfois interprétées comme troisième mouvement additionnel de l'œuvre. Ces variations sont également transcrites à partir de la même sonate pour violon KV 547 à laquelle appartient l'Allegro.